# أوقست بيكر (رسام)
أوقست بيكر (بالألمانية: August Becker)‏ هو رسام ألماني، ولد في 27 يناير 1821 في دارمشتات في ألمانيا، وتوفي في 19 ديسمبر 1887 في دوسلدورف في ألمانيا.